# 李国良 (1896年)
李國良（1896年—1939年3月7日），字兆彬，湖南長沙北山人。日本陸軍士官學校第十四期輜重兵科畢業。

## 生平
曾入保定軍官學校，1921年以公費生赴日本士官學校輸重兵科留學。1923年回國任陸海軍大元帥大本營參謀，兼第六軍講武堂中校戰術教官。1926年7月隨軍北代，升任第六軍教導團少將團長。1928年任南京衛戍司令部警衛師第一團公署辦公廳主任兼西安辦事處處長。1936年1月29日授予少将軍銜，同年10月5日晉升爲中将。1939年春任軍事委員會天水行營軍訓處中將處長，3月7日奉令執行公務時於陝西西安遇敵機轟炸中彈殉國。1947年5月9日國民政府明令褒揚。

### 書籍
- 《民國人物大辭典》第1卷